# Medieșu Aurit, Satu Mare
Medieșu Aurit (maghiară: Aranyosmeggyes) este satul de reședință al comunei cu același nume din județul Satu Mare, Transilvania, România.

## Așezare
Localitatea Medieșu Aurit este situată pe malul drept al Râului Someș, în partea central-estică a județului, pe drumul județean DJ 192, la 22 km distanță de municipiul Satu Mare.

## Istoric
În hotarul localității ce formează comuna Medieșu Aurit au fost descoperite semnificative vestigii arheologice. Situl arheologic din punctul Șuculeu este unul dintre cele mai intens cercetate și totodată unul dintre cele mai cunoscute de pe teritoriul județului Satu Mare.  Cele mai vechi vestigii de pe teritoriul comunei se află între localitățile Medieșu Aurit și Potău, în punctul de hotar numit Togul lui Schweitzer. Aici, sapându-se în anul 2003 șanțul pentru conducta de gaz Medieșu Aurit-Oradea au fost descoperite un șir de 5 locuințe și câteva gropi menajere din epoca neolitică. 
În epoca romană perimetrul comunei Medieșu Aurit a fost intens locuit de o populație dacică și germanică. Zonele preferate pentru aceste locuiri au fost terasele Racteri și terasa înaltă a Seinelului. Pe locul numit Șuculeu a fost cercetată o așezare de olari unde comunitatea de daci din epoca romană a continuat să confecționeze vase ceramice.                     
Cronologia așezării de olari începe încă din secolele I d. Hr. și se termină cândva în sec. IV-V d. Hr.
Potrivit unor documente papale din secolul XIV, cetatea de la Medieșu Aurit și ținutul di jur au fost cucerite de către un rege al Ungariei din mâinile unor români schismatici (ortodocși) - de manibus Vallacorum scismaticorum - înainte de un anumit conciliu general. Despre asta s-au emis două ipoteze: luarea cetății în vremea regelui Emeric (1196-1204), înainte de conciuliul din 1215; luarea cetății în intervalul 1074-1095, de către regii Géza I sau Ladislau cel Sfânt, cu alte cuvinte înaintea conciliului din 1179. Probabil această cucerire s-a produs între 1204 și 1214 (anul Conciliului de la Lateran IV).
În perioada medievală timpurie, apropierea vadului peste Someș a conferit Medieșului un rol central în zonă. Probabil poziția geografică avantajoasă a determinat administrația maghiară din sec. XIII să așeze aici coloniști aduși din Imperiul Romano-German în jurul anului 1271. Regele a acordat însemnate privilegii coloniștilor, documentul respectiv fiind totodată și prima mențiune scrisă a localității. Acest caracter de colonie al așezării a fost unul temporar pentru că la doar un deceniu depărtare, în 1280 localitatea apare ca proprietate a palatinului Moys, care o lasă prin testament ginerului său Móric.
Medieșul urmează o dezvoltate continuă devenind centru domenial, obținând și rangul de târg (oppidum).
Castelul Lónyai a fost distrus și reconstruit de mai multe ori, actuala clădire fiind refăcută de Ferenc Wesselényi după 1732, și locuită până în secolul al XIX-lea.

## Economie
Economia localității este una predominant agricolă bazată pe cultura plantelor și creșterea animalelor.
Dezvoltarea industriei a determinat atragerea populației din zonele rurale către sfera activităților neagricole, astfel mulți locuitori părăsind localitatea și îndreptându-se spre zona urbană.
Primarul comunei Medieșu Aurit în perioadele 2004-2008 și 2008-2012 a fost Gheorghe Robaș din partea PDL. Actualul primar al comunei este Radu Iancu din partea PSD.

## Relief
Forma de relief care domină este câmpia - Câmpia Someșului Inferior. Zona prezintă pâlcuri de pădure și resturi ale fostelor păduri care acopereau întregul teritoriu.

## Clima
Clima este una temperat continentală moderată, cu primăveri  timpurii. Uneori apar înghețuri târzii  de primăvară, care afectează vița de vie și pomii fructiferi înmuguriți. Verile sunt călduroase, iar iernile sunt mai blânde decât în alte zone ale țării. Vânturile vestice sunt mai frecvente primăvara și vara, iar cele estice și nord-estice sunt  mai frecvente toamna și iarna.  Numărul anual al zilelor cu precipitații este de 120-130. De obicei, în prima decada a lunii decembrie cade prima zăpada.

## Obiective turistice
- Castelul Lonyai (1620-1657) (azi ruinat) a fost o realizare de frunte a Renașterii transilvănene. Alcatuit din 4 aripi de cladiri dispuse continuu in jurul unei curti centrale, prevazut cu bastioane in forma de pană (prismatice la colturi), el are o expresivă fațadă principală, dominata central de un turn octogonal situat deasupra gangului portii. Valoroase ancadramente de piatra. Afectat de un incendiu in cursul celui de al doilea razboi mondial.
- Castelul medieval din Mediesu Aurit
- Cuptoarele dacice de la Medieșu Aurit
- Firma Zetea
- Zona de agrement -Balastiera Iojib

## Personalități
- Mihai Apai (1883 - 1970), primar, deputat în Marea Adunare Națională de la Alba Iulia 1918
- Ioan Dobosy (1889 - 1966),  deputat în Marea Adunare Națională de la Alba Iulia 1918